# البشتی، یالومیتا
البشتی، یالومیتا (به لاتین: Albești, Ialomița) یک منطقهٔ مسکونی در رومانی است که در شهرستان ایالومیتسا واقع شده‌است.

## خصوصیات
البشتی ۲٬۷۳۲ نفر جمعیت دارد.